# Химич, Вера Васильевна
Вера Васильевна Химич (31 марта 1937 — 2 октября 2012) — российский литературовед, доктор филологических наук, профессор кафедры русской литературы XX века филологического факультета Уральского государственного университета им. А. М. Горького.

## Биография
Родилась в 1937 году в Дзержинске Горьковской области.
В 1959 году окончила филологический факультет УрГУ. В 1971 году защитила кандидатскую диссертацию на тему: «Стилевые закономерности прозы А. П. Чехова 1890-х годов». В 1995 году защитила докторскую диссертацию на тему: «Странный реализм М. Булгакова».
Специалист по истории литературы первой трети XX века, проблемам теории и истории развития реализма в новой литературе, а также теоретическим вопросам, связанным с типом творческого мышления и индивидуальных художественных систем. Исследователь творчества М. Булгакова. Известна как блестящий лектор. Автор более 150 научных работ. Почетный работник высшего профессионального образования России.
Основные работы:
- Поэтика романов Л. Леонова. — Свердловск, 1989.
- «Странный реализм» М. Булгакова. — Екатеринбург, 1995.
- В мире Михаила Булгакова. — Екатеринбург, 2003 (премия Уральского университета в номинации «Лучшая научная работа», 2005).

Скончалась 2 октября 2012 года. Похоронена на кладбище поселка Калиново Невьянского района.